# Elecciones presidenciales de Venezuela de 1890
Las elecciones presidenciales de Venezuela de 1890 fueron una elecciones indirectas realizadas el 7 de marzo por el Consejo Federal para elegir a Raimundo Andueza Palacio como el 24° Presidente de Venezuela para cumplir el período 1890-1892 como el sucesor del Juan Pablo Rojas Paúl. 

## Historia

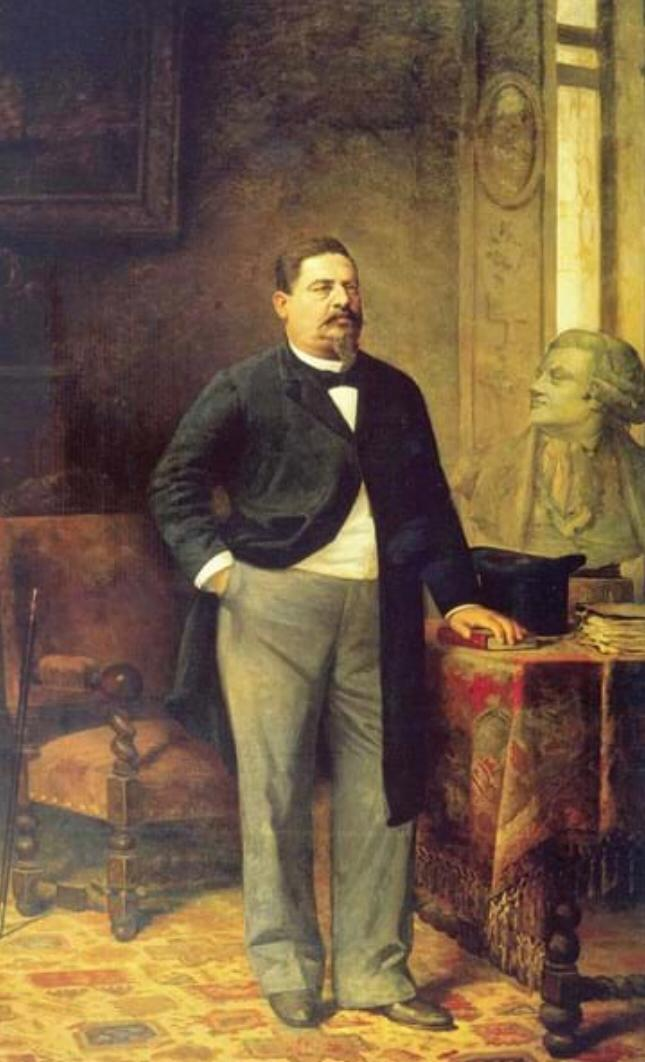
Raimundo Andueza Palacio presidente electo para el periodo 1890-1892

En 1890 Rojas Paúl lo designó candidato para sucederlo en la presidencia. Andueza Palacio cobijó en su seno los apoyos de seguidores de Antonio Guzmán Blanco y sus detractores. Como candidato de consenso, logró imponerse a otras candidaturas como las de Laureano Villanueva y Jesús Muñoz Tébar.
Raimundo Andueza Palacio, exministro de relaciones interiores del presidente Juan Pablo Rojas Paúl, es electo por el Consejo Federal como presidente constitucional de Venezuela por unanimidad del Consejo Federal, del cual él formaba parte como representante del estado Zamora para el lapso 1890-1892. Había sido designado candidato presidencial por el propio presidente de la República; liberal y demócrata, contó con el apoyo de muchos conservadores y de guzmancistas y antiguzmancistas. El 19 de marzo Raimundo Andueza Palacio asume el cargo de Presidente de Venezuela, integrará su gabinete ejecutivo con mayoría de civiles, lo que constituye una novedad en el país.